# Besa (1931)
Besa var en albansk dagstidning 1931-1936 med samhälleiga och kulturella teman. Den var regeringsvänlig och drevs av några ledamöter av Albaniens parlament vid den tiden. Den utkom med 1527 nummer.